# Dicranomyia (Dicranomyia) pictithorax pictithorax
Dicranomyia (Dicranomyia) pictithorax pictithorax is een ondersoort van de tweevleugelige Dicranomyia (Dicranomyia) pictithorax uit de familie steltmuggen (Limoniidae). De ondersoort komt voor in het Australaziatisch gebied.